# جک دارلیمپل
جک دارلیمپل (انگلیسی: John Stewart "Jack" Dalrymple III؛ زادهٔ ۱۶ اکتبر ۱۹۴۸) یک سیاست‌مدار اهل ایالات متحده آمریکا است.
دارلیمپل فرماندار کنونی ایالت داکوتای شمالی از حزب جمهوری‌خواه ایالات متحده آمریکا است که در تاریخ ۷ دسامبر ۲۰۱۰ میلادی به عنوان فرماندار انتخاب شد و تا ۱۵ دسامبر ۲۰۱۶ در این سمت باقی ماند.